# Arthur Griffiths
Arthur J. Griffiths (30 de novembro de 1881, data de morte desconhecida) foi um ciclista britânico. Representou o Reino Unido em dois eventos nos Jogos Olímpicos de 1912, em Estocolmo.